# Betfred
Betfred es una compañía de apuestas británica. Su nombre se compone de dos palabras, bet [inglés: v apostar, sf apuesta] y Fred, el nombre de uno de sus fundadores, Fred Done.
En un principio la compañía fue establecida como una sola tienda en 1967 en Ordsall, Salford, en la región de Greater Manchester en el noroeste de Inglaterra. La compañía se fundó con el nombre de Done Bookmakers y fue rebautizada como Betfred en 2004.
En enero de 2009 Betfred contaba con un total de 775 tiendas de apuestas en el Reino Unido, habiéndose expandido a una media de 80 tiendas por año. La compañía publicó entonces sus planes de expansión para los siguientes tres años, los cuales resultarían en la apertura de la tienda número 800 en la primavera de 2009 y cuya meta era tener un total de 1000 tiendas hacia el año 2012.
En enero de 2009 la compañía contaba con 4.000 empleados, 350 de los cuales estaban basados en su oficina central en Birchwood, Warrington, en Greater Manchester.
Durante la temporada 2004-05 de la liga de primera división inglesa (Premier League), Fred Done perdió un millón de libras al apostar en otra compañía (Victor Chandler, con base en Gibraltar) que Manchester United terminaría la liga inglesa por delante de Chelsea, un equipo londinense (Chelsea ganó dicha temporada).